# Szent Procopius-bazilika (Třebíč)
A Szent Procopius-bazilika román-gótikus keresztény templom Třebíč városában. Az itt álló bencés kolostor és kápolna helyén épült, körülbelül az 1240 -1280-as években. A 16. század folyamán fokozatosan nemesi kúriává alakították át. Jelenleg a Vysočiny múzeum látogatható benne.

## Története
A zsidónegyed, a régi zsidó temető és a Szent Prokópiosz bazilika Třebíčben a zsidó- és a keresztény kultúrák együttélésére emlékeztetnek a középkortól a 20. századig. A bazilika, amit a benedek-rendi kolostor részeként építettek a korai 13. században, nyugateurópai építészeti hatásokat mutat.
Třebíč zsidó negyede egyike Európa legjobban fennmaradt zsidó városrészeinek, amely Izraelen kívül a világ legnagyobbjának számít. A terület épületei eredeti állapotukban maradtak fenn. A második világháború következtében a lakosság egy része elmenekült, másokat deportáltak. Az UNESCO 2003-ban jegyezte be a világörökségek közé.

## A Szent Prokópiosz bazilika
A későbbi Szent Prokópiosz bazilika helyén 1101-ben alapították a benedek-rendi apátságot, amely a terület vallási, kulturális, gazdasági és egyben katonai központja volt, egészen 1468-ig, amikor Hunyadi Mátyás elfoglalta Třebíč-et.
Magát a bazilikát a 13. század elején építették. Stílusában keverednek a román és gótikus jegyek. Az eredetileg Szűz Máriának szentelt épületet a Mátyás király támadása után szenvedett súlyos sérülések miatt František Kanka a 18. században barokk stílusban állította helyre. Ezt követően ajánlották az épületet Szent Prokópiosznak. 
Az épület csarnokát 22 gránit oszlop tartja, melyeken különböző növényi és geometriai minták találhatók. Keleti oldalán nagy méretű rózsaablak díszíti, északi hajójának végén az eredeti 13. századi freskók láthatók. 
A bazilika érdekessége a Törpe Galériának is nevezett rész, amely világviszonylatban is egyedülálló építészeti megoldás. A zsidó negyedre néző galériába szűk lépcső visz fel. 
A bazilika kriptáját különböző oszlopfővel kifaragott oszlopok és féloszlopok tartják. A 17. századtól a birtokos Valdštejn család saját rezidenciáját alakította ki az épületben. Ma a Vysočiny terület múzeumaként működik.

## Galéria

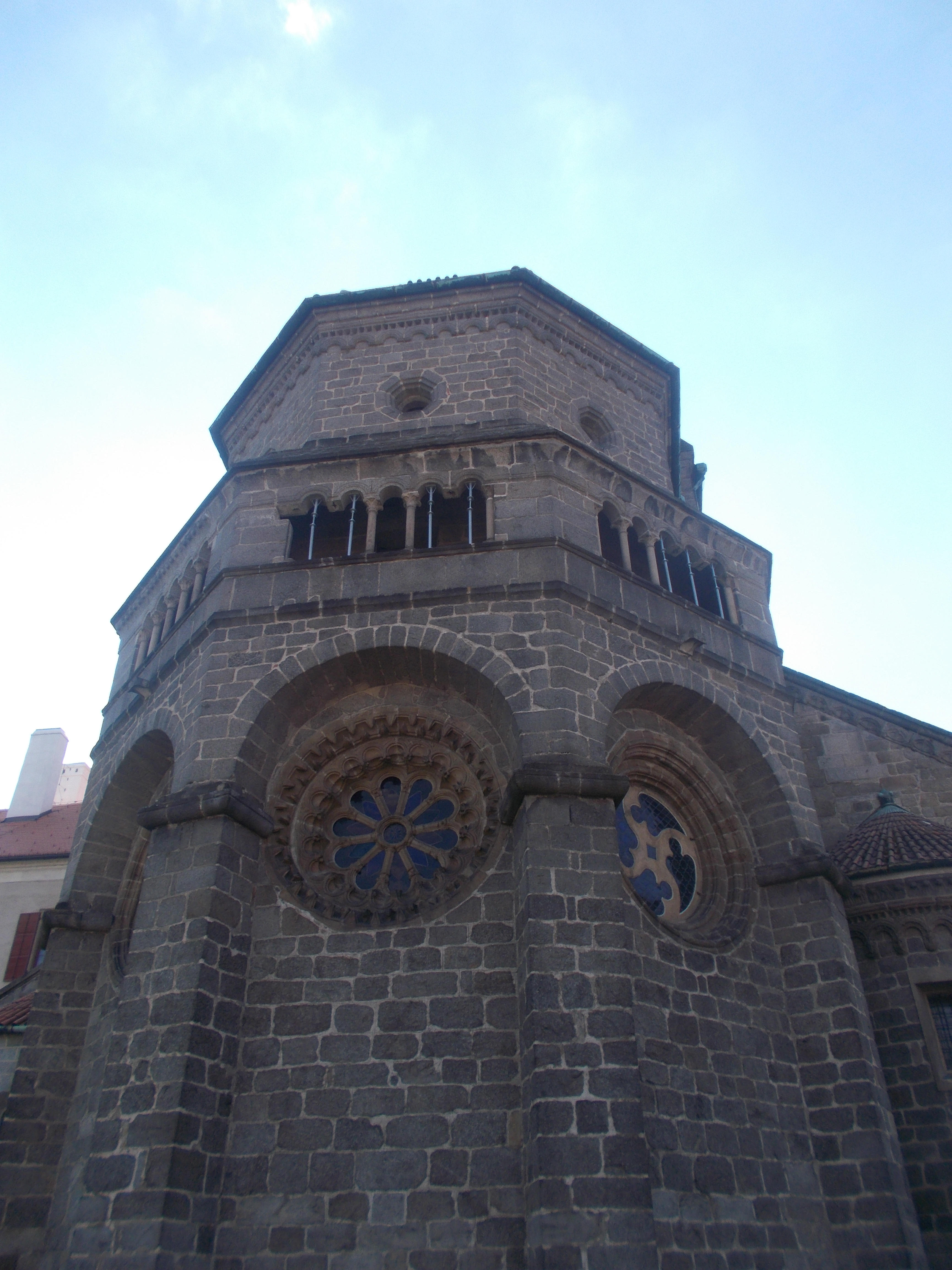
A bazilika hátsó része
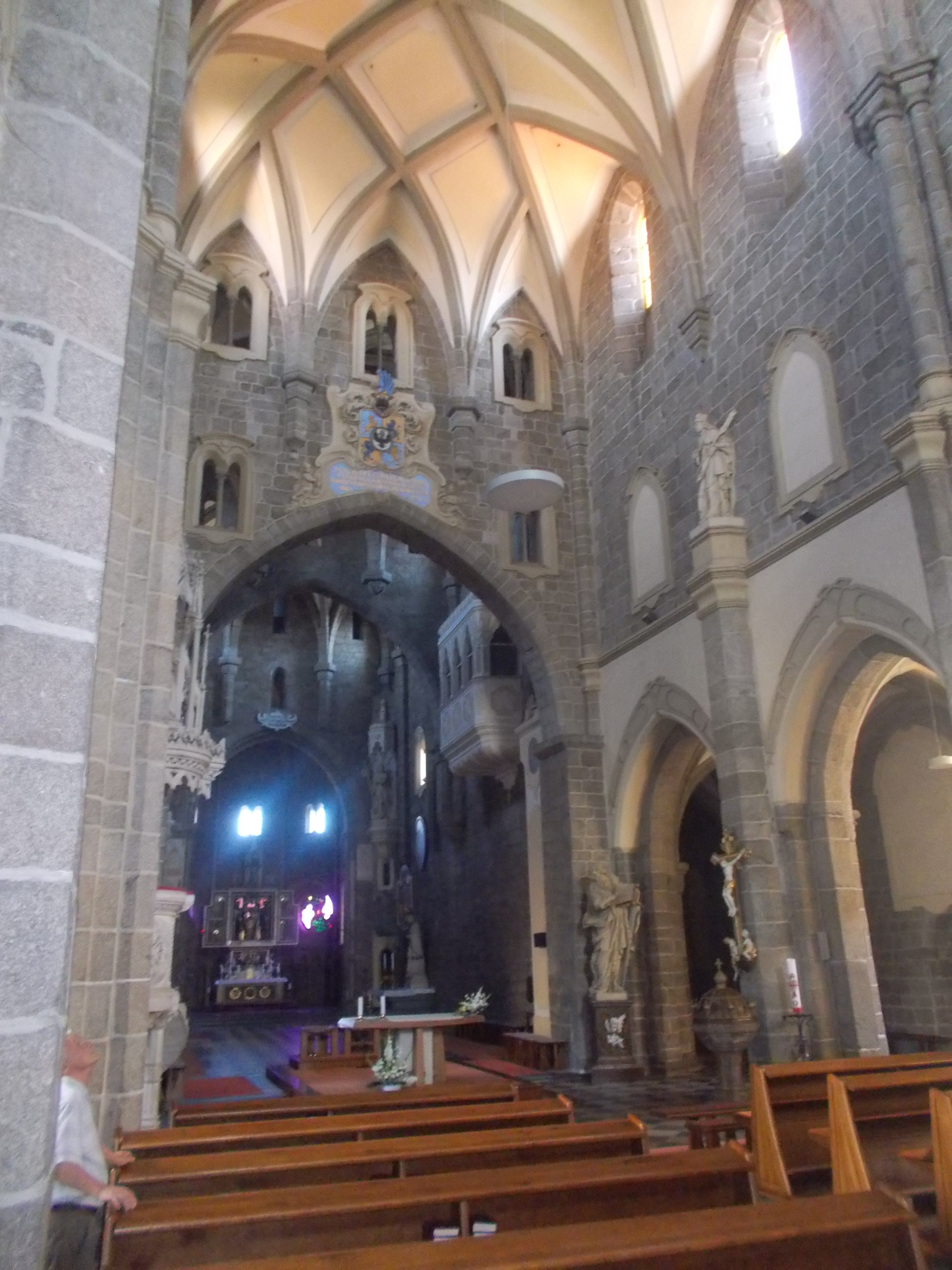
A bazilika belülről
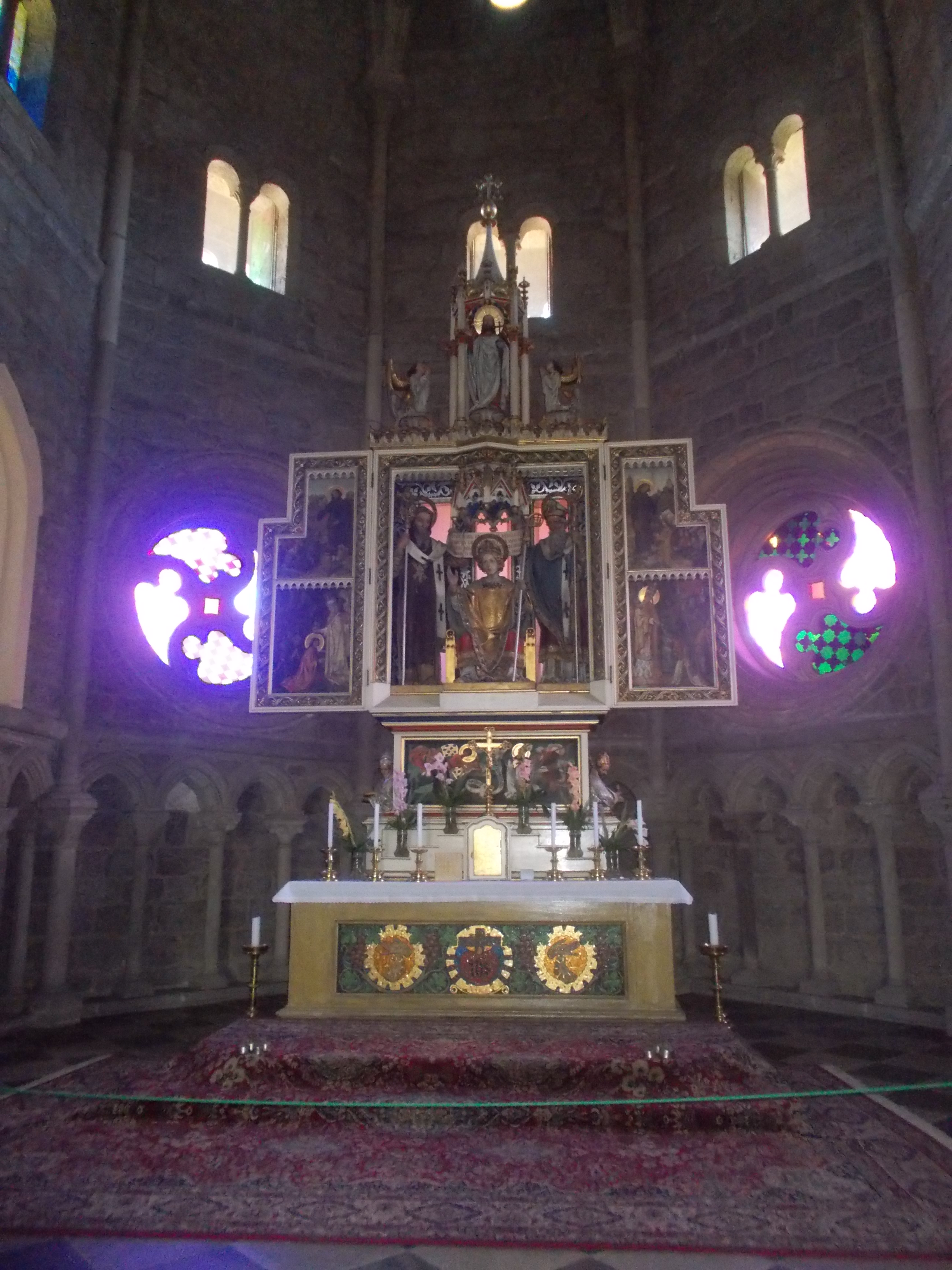
A bazilika főoltára
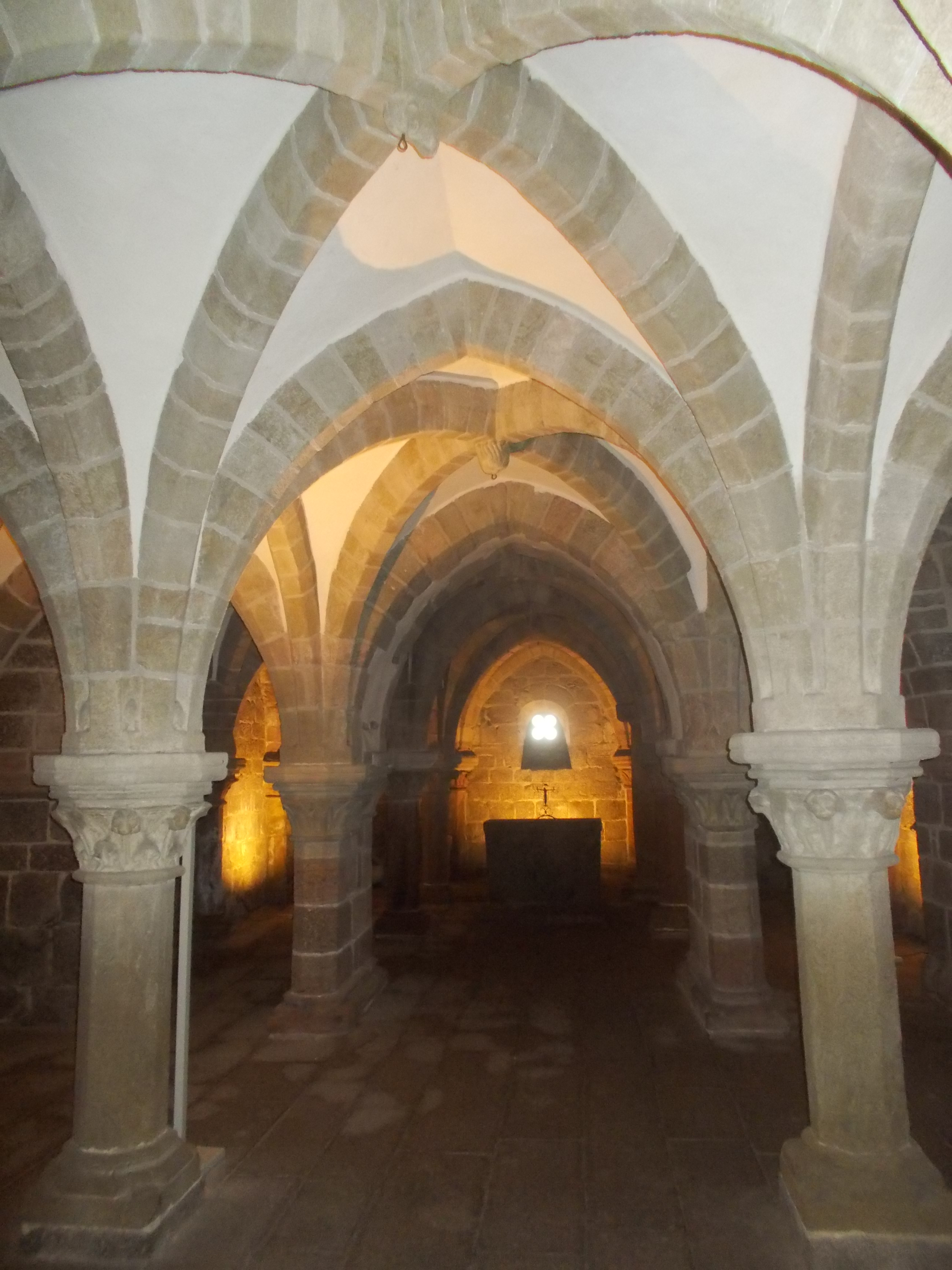
A bazilika altemploma

## Fordítás
- Ez a szócikk részben vagy egészben  a   Bazilika svatého Prokopa című cseh Wikipédia-szócikk ezen változatának fordításán alapul.  Az eredeti cikk szerkesztőit annak laptörténete sorolja fel. Ez a jelzés csupán a megfogalmazás eredetét és a szerzői jogokat jelzi, nem szolgál a cikkben szereplő információk forrásmegjelöléseként.